# Charles Kieffer
Charles Mathias "Charlie" Kieffer (ur. 11 sierpnia 1910 w Filadelfii, zm. 8 listopada 1975 w Quakertown) – amerykański wioślarz, złoty medalista olimpijski.
Wystąpił na igrzyskach olimpijskich w Los Angeles w 1932, gdzie reprezentanci USA w składzie: Charles Kieffer, Joseph Schauers i Edward Jennings zdobyli złoty medal w dwójkach ze sternikiem. W wyścigu finałowym o 5,4 sekundy wyprzedzili Polaków Janusza Ślązaka, Jerzego Brauna i Jerzego Skolimowskiego. Był to jego jedyny start olimpijski.
Po zakończeniu kariery pracował między innymi jako bankier w Pottsville.